# 盛品儒
盛品儒（英語：James Shing，1976年12月26日—2025年8月18日），字承灝，祖籍江蘇武進，出生於上海，曾為亞洲電視執行董事，2013年被通訊事務管理局勒令辭退，而此事成為亞視在2016年上半年停播之導火線。生前任江蘇省政協委員、 世界華商聯合促進會青委會副主席。

## 生平
他早年就讀番禺會所華仁小學，與香港股評人黃德為同學。畢業後先入讀香港培正中學，再入讀昔日位於界限街166號、只有六年辦學歷史（1984年至1990年）的國際學校 S.E.A Canadian Overseas Secondary School（加拿大海外中學）。及後前往加拿大修讀高中與大學課程。至1999年返回香港發展。

## 家庭
盛品儒為清末政治家、中國著名實業家及北洋大學堂和南洋公學創始人盛宣懷的後人（龍溪盛氏第17世孫），他的祖父為盛宣懷四子盛恩頤（盛老四) ，其父親盛毓鳳從事房地產業務，在香港擁有「留園雅敘」飯店，王征（原名盛承宗）為其堂兄。王征2010年3月入股亞視成為大股東後，任命盛品儒進入亞視董事局擔任為執行董事。

## 業務與爭議事件

### 亞洲電視股權風波
2010年7月14日，盛品儒架空屬於蔡衍明陣營時任亞視行政總裁的胡競英，更發信下令不准胡競英進入亞視範圍及與亞視員工接觸，在胡被停職期間，行政人員均要向盛匯報有關亞視的大小事務。胡競英指有關決定並不合理，會委託律師追究捍衛其權利。而在被停職之前，胡競英曾公開指摘王征在未獲廣管局批准下，「名不正、言不順」地干預亞視業務，架空她的職務。
2011年1月2日《蘋果日報》報導胡競英透過律師行分別向廣播事務管理局及亞視董事局發信表示辭職，胡在給予廣管局的信件中指自被亞視停職後一直未能履行行政總裁職務，她曾要求復職但不得要領，因此向亞視提出終止僱傭關係，並表示不排除控告亞視。

### 亞洲電視誤報江澤民逝世事件
2011年7月6日，亞洲電視於6點新聞誤報前中国共产党中央委员会总书记江澤民的死訊，並把台徽改成灰色。同年9月19日，香港立法會資訊科技及廣播事務委員會召開特別會議，討論亞視新聞誤報江澤民死訊事件，盛品儒出席作供，於發言完畢後突然以90度鞠躬，向本港市民及江澤民道歉。
盛品儒在會議上指，王征作為主要投資者，「沒有操控亞視」，管理層亦「沒有干預新聞部獨立運作」。但立法會議員張文光質疑他說謊，其行為已對亞視公信力有壞影響，應考慮辭職。另一議員李永達亦批評盛品儒講大話。

### 通訊事務管理局勒令辭退
亞視新聞2011年7月誤報中共前總書記江澤民的死訊，觸發廣播事務管理局（現稱通訊事務管理局）主動調查王征在亞視的角色，亞視則聲稱王征只是主要投資者和盛品儒的私人顧問，在亞視無投票控制權，王在每周管理會議的出席率僅百分之三，而亞視要員和管理層的匯報對象是盛而非王，盛在當局調查期間也沒誤導當局。2013年6月28日，有報導指前身是廣管局的通訊事務管理局初步完成對亞視管理層的調查，認為亞視主要投資者王征一直違規操控亞視，報告又指作為執行董事的盛品儒一直隱瞞王征參與亞視的日常運作，指盛不應繼續擔任持牌人的職務。不過，亞視指局方無給予合理時間回應及調查不公等，入稟尋求司法覆核要求禁制通訊事務管理局對外公布調查報告，最終被判敗訴。
當局認為亞視執行董事盛品儒容許王征違規在幕後控制亞視；根據通訊局調查報告，當局找到多個有關王征參與亞視日常管理事例，認為王征在實際上控制亞視，此舉違反了王征於2010年向當時的廣管局作出的承諾，報告又指，盛品儒不但容許王征行使盛品儒在亞視的職權，而且隱瞞修改及扣起亞視每星期管理會議的紀錄，藉以隱瞞王征在該些會議的參與程度，當局認為盛品儒已不再是《廣播條例》中所指的「適當人選」，決定按條例發出指示，亞視在收到最終調查報告的七日內須要求盛品儒停止控制亞視。通訊局又認為亞視高級副總裁鄺凱迎為配合盛，容許在亞視沒有任何職位的王征控制亞視的日常管理。結果盛品儒於2013年8月31日辭去執行董事，由雷競斌接任。

### 聲稱亞視與TVB「收視四六開」
2011年初，亞視退出一直以來與無綫電視委托CSM進行的收視調查，改為委托香港大學民意研究計劃負責「電視觀衆研究」收視民調。由於兩台採用完全不同的調查方法，所得的數據存在很大差距。。亞視依據其數據，得出「與TVB收視四六開」的「結果」，遂於不同節目宣傳片中強調節目得到「過百萬觀眾支持」，而盛品儒對外也一直聲稱亞視與TVB收視「四六開」，並聲稱亞視的節目「其實很多人看」；然而此說法一直受到電視、廣告業界、學者和觀眾的質疑。根據亞視官方說明，收視民調將年滿九歲並連續收看節目五分鐘的觀眾均計算在內，通過電話民調得到數據再推算出收視人口。過去，亞視於每次收視報告均以字幕加註於畫面指出「港大只提供原始數據」、「亞洲電視負責整合和分析」，但所謂的「原始數據」從未對外披露，而亞視亦從未提及以什麼方法「整合分析」推算得出「與TVB收視四六開」的結果。2012年下半年，亞視所有收視報告均已取消以上附註說明。

### 反對增發免費電視牌照
2012年11月11日，亞視以附屬組織亞洲會的名義、發起超過100名亞視員工到香港政府總部外集會，反對政府增發免費電視牌照。集會是名為「關注香港未來」的活動，並於亞視本港台及亞洲台現場直播。通訊事務管理局收到多達2000宗市民投訴。盛品儒向傳媒表示，這是亞洲會的集會，是「重大事件」，直播是「合法、合情、合理」。有亞視前員工形容此集會是「爛騷」，盛品儒則指集會是「以娛樂包裝訴求」。

### 辭退異見員工
於亞視新聞工作多年，在2012年以兼職身分回到亞視的主播胡燕泳在2012年11月於《明報》發表題為《來自亞視的聲音》的文章，力斥管理層王征和盛品儒二人於多次事件的處事手法都很有問題，批評二人在政府總部舉行的大集會、言論、行為「着實超乎常人所能接受的尺度」，令外界對亞視鄙視，胡概嘆整個新聞部也不能倖免，甚至前線記者進行採訪也被遷怒和受滋擾，胡批評亞視的文章曝光後，在11月26日亞視突然解僱七名員工，當中包括胡燕泳，對於胡被辭退是否與批評公司有關、是否秋後算賬，亞視公關部稱不會回應，而盛品儒則表示不會因一篇文章而解僱員工。

### 誹謗王維基於亞視盜取商業資料
2012年11月26日，盛品儒於亞視舉行記者會，指王維基於2009年在亞視出任行政總裁期間，大量覆印並盜取公司敏感資料，盛聲稱如沒有這些資料王根本無力在離開亞視後約一年的時間申請免費電視牌照，盛更指王拿走公司資料是「眾所周知的事」，盛指亞視已就此事投警報案；是次記者會也出現一段小插曲，當時盛將「眾所周知」錯說為「眾所鳩知」（鳩乃一廣東粗口之諧音），結果引來大量傳媒與網民的討論。
面對盛品儒的指控，王維基反駁不明白亞視有何商業機密、節目大計等值得他或其他人去盜取，並入稟高院控告盛和亞視誹謗。。2015年11月20日，香港高等法院裁定王維基勝訴，亞洲電視及盛品儒需賠償130萬港元。

## 參選香港選委落敗
2011年，盛品儒以獨立身份、參選香港選舉委員會資訊科技界功能界別代表席位，結果以113票落選。

## 感情生活
2011年2月，與祖籍杭州的2004年亞洲小姐冠軍呂晶晶傳緋聞。2012年7月，盛品儒被發現與1995年落選港姐陳霽平發展「姊弟戀」4個月。2014年11月19日，盛品儒與澳門名媛蔡一鳳註冊結婚，於2015年10月8日舉行婚宴。

## 逝世
2025年8月15日，盛品儒妻子蔡一鳳證實盛品儒因重病入住醫院深切治療部留醫。蔡一鳳表示，盛品儒病情一度危急，但其後意識有所好轉，能夠對外界刺激作出反應，但承認他目前確實非常虛弱，身上插滿喉管；有指盛品儒於2025年6月發現患上肝癌，病情急轉直下，一直入住深切治療部對抗病魔。2025年8月18日0時37分，盛品儒於香港養和醫院因末期肝癌在家人陪伴下病逝，終年48歲。